# 第一门的奥古斯都像

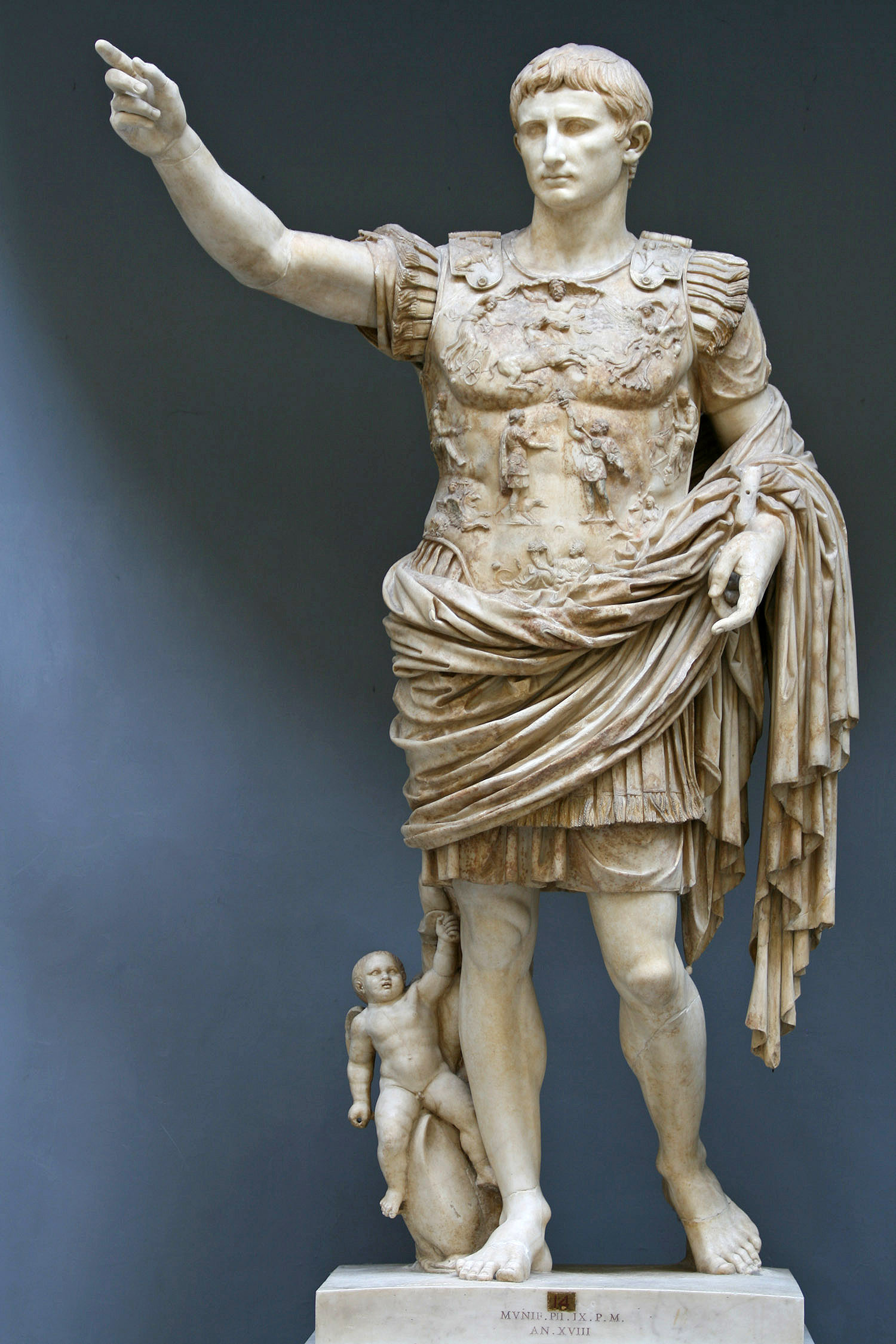
第一门的奥古斯都像

第一门的奥古斯都像（義大利語：Augusto di Prima Porta）是一尊罗马帝国的第一位皇帝奥古斯都的白色大理石雕像，高2.04米，完成于1世纪，1863年4月20日于罗马附近郊区第一门（Prima Porta）的莉薇娅别墅发现。皇后莉薇娅在奥古斯都去世后退隐到这座别墅。雕像现在收藏于梵蒂冈博物馆。
奥古斯都表情严峻沉着，身材魁梧，全身披挂右手指向前方，左手握着权杖，右脚边有一个骑着海豚的爱神丘比特的形象，表现奥古斯都是一位仁爱之君。肌肉胸甲上的浮雕描绘羅馬神話的諸神，從正上方開始順時針起：
- 天空神凱路斯（烏拉諾斯）雙臂撐起天空
- 黎明女神奧羅拉（厄俄斯）和月女神盧娜（塞勒涅）
- 被征服的敵人的代表
- 狩獵女神狄阿娜（阿耳忒彌斯）騎著雄鹿
- 正下方的大地母神特魯斯（蓋亞）或豐收女神刻瑞斯（得墨忒耳）手舉聚寶盤
- 曲樂文藝神阿波羅手持里拉琴
- 被征服的敵人的代表
- 太陽神索尔（赫利俄斯）策騎雙輪戰車驅進
- 正中央（主觀視點的）左邊是安息帝國的代表，正在將手中的天鷹軍杖送交對面的代表，象徵安息帝國被羅馬帝國擊敗
- 正中央右邊是羅馬帝國的代表，一說可能是羅馬的神格化身羅馬女神（英语：Roma (mythology)）
- 兩邊坎肩板上的獅身人面獸斯芬克斯，象徵奥古斯擊敗埃及艷后克娄巴特拉七世

### 德文
- Paul Zanker: Augustus und die Macht der Bilder. München, C. H. Beck 1987, ISBN 3-406-32067-8
- Dietrich Boschung: Die Bildnisse des Augustus, Gebr. Mann Verlag, Berlin 1993 (Das römische Herrscherbild, Abt. 1, Bd. 2) ISBN 3-7861-1695-4